# 屯州
屯州（とんしゅう）は、中国にかつて存在した州。
582年（大象2年）、北周によって相州陽平郡に設置された。
隋代が成立すると1郡2県を管轄した。605年（大業元年）に廃止され、その管轄県は魏州に統合された。

## 下部行政区画
- 陽平郡
  - 館陶県
  - 清淵県